# Bubblegum Crisis: Tokyo 2040
Bubblegum Crisis Tokyo 2040 (バブルガムクライシス TOKYO 2040, Baburugamu Kuraishisu TOKYO 2040) est une série télévisée d'animation japonaise en 26 épisodes de 30 minutes, créée par Anime International Company (AIC) et JVC, et diffusée du 8 octobre 1998 au 31 mars 1999 sur TV Tokyo.
Cette série est inédite dans les pays francophones.

## Voix japonaises
- Hiroko Konishi : Nene Romanova
- Rio Natsuki : Linna
- Satsuki Yukino : Sylia Stingray
- Yū Asakawa : Priscilla S. « Priss » Asagiri
- Jōji Nakata : Brian J. Mason
- Kiyoyuki Yanada : Leon McNichol
- Tadashi Nakamura : Quincy
- Yui Horie : Galatea
- Yuji Ueda : Daily Wong
- Hideo Ishikawa : Masaki
- Kazuyuki Ishikawa : Fox
- Ken Yamaguchi : Naijer
- Kunihiko Yasui : Kain
- Kyoko Hikami : Ellen
- Misa Watanabe : Sylia's mother
- Takehiro Murozono : Kuzui
- Takuma Suzuki : Maxon
- Tomohisa Asou : Meisio
- Yuki Masuda : Misae

## Épisodes
1. Can't Buy a Thrill
2. Fragile
3. Keep Me Hanging On
4. Machine Head
5. Rough and Ready
6. Get it On
7. Look at Yourself
8. Fireball
9. My Nation Underground
10. Woke Up With a Monster
11. Sheer Heart Attack
12. Made in Japan
13. Atom Heart Mother
14. Shock Treatment
15. Minute by Minute
16. I Surrender
17. Moving Waves
18. We Built this City
19. Are You Experienced
20. One of These Nights
21. Close to the Edge
22. Physical Graffiti
23. Hydra
24. Light My Fire
25. Walking on the Moon
26. Still Alive & Well